# 美幌郵便局
美幌郵便局（びほろゆうびんきょく）は北海道網走郡美幌町にある郵便局。民営化前の分類では集配普通郵便局であった。

## 概要
住所：〒092-8799 北海道網走郡美幌町大通北1丁目14-1

## 沿革
- 1904年（明治37年）12月20日 - 美幌郵便局（三等）として開設[1]。
- 1953年（昭和28年）10月 - 局舎落成。
- 1956年（昭和31年）10月21日 - 電話通話および和文電報受付事務の取扱を開始[2]。
- 1980年（昭和55年）7月1日 - 北見豊岡簡易郵便局の廃止に伴い、取扱事務を承継。
- 1992年（平成4年）10月26日 - 福住郵便局から集配業務を移管。
- 1999年（平成11年） - 外国通貨の両替および旅行小切手の売買に関する業務取扱を開始。
- 2000年（平成12年）5月8日 - 都橋簡易郵便局の一時閉鎖[3]に伴い、取扱事務を承継。
- 2002年（平成14年）8月19日 - 田中簡易郵便局の一時閉鎖[4]に伴い、取扱事務を承継。
- 2004年（平成16年）11月1日 - 美幌町西1条北3丁目1-5から同町大通北1丁目14-1に移転[5]。
- 2006年（平成18年）9月19日 - 上美幌郵便局から集配業務を移管[6]。
- 2007年（平成19年）10月1日 - 民営化に伴い、併設された郵便事業美幌支店に一部業務を移管。
- 2012年（平成24年）10月1日 - 日本郵便株式会社の発足に伴い、郵便事業美幌支店を美幌郵便局に統合。

## 取扱内容
- 郵便、印紙、ゆうパック、内容証明
- 貯金、為替、振替、振込、国際送金、外貨両替・トラベラーズチェック、国債、投資信託
- 生命保険、バイク自賠責保険、自動車保険、がん保険、引受条件緩和型医療保険
- ゆうちょ銀行ATM
- 網走郡美幌町内の集配業務
- ゆうゆう窓口

## 周辺
- 美幌町役場
- 美幌町図書館
- 美幌町立美幌小学校

## アクセス
- JR石北本線 美幌駅から南へ約1.3km（徒歩約15分）
- 北海道北見バス 美幌北2丁目停留所、阿寒バス 北2丁目停留所下車
- 女満別空港から南西へ約9km
- 駐車場あり：9台